# 8009 Беґуін
8009 Беґуін (8009 Béguin) — астероїд головного поясу, відкритий 25 січня 1989 року.
Тіссеранів параметр щодо Юпітера — 3,035.